# Tre små historier
|  | Denne artikel er oprettet af botten PalnaBot ud fra en ekstern database. Den kan derfor have sproglige fejl eller mangler. Denne skabelon kan fjernes efter kontrol af indholdet. |

Tre små historier er en kortfilm fra 1993 instrueret af Ole Christian Madsen, Maria Sødahl, Per Fly efter manuskript af Ole Meldgård.

## Handling
A baby baboon (Ole Christian Madsen): Det er ikke nemt at være luder. Man kommer ud for de mærkeligste kunder. Handyret (Maria Sødahl): Jeg elsker ... hendes fødder, hendes knæ, at se på hendes læber ... Det er let at sige. Hvorfor er det let at sige, jeg elsker ... dig? Bent (Per Fly Plejdrup): 20 minutter ... Ja, så kommer hun om 20 minutter. Det er en date ... Det er helt, helt normalt ...